# Madicken på Junibacken
Pour plus de détails, voir Fiche technique et Distribution.
Madicken på Junibacken est un film suédois réalisé par Göran Graffman, sorti en Suède en 1980. 

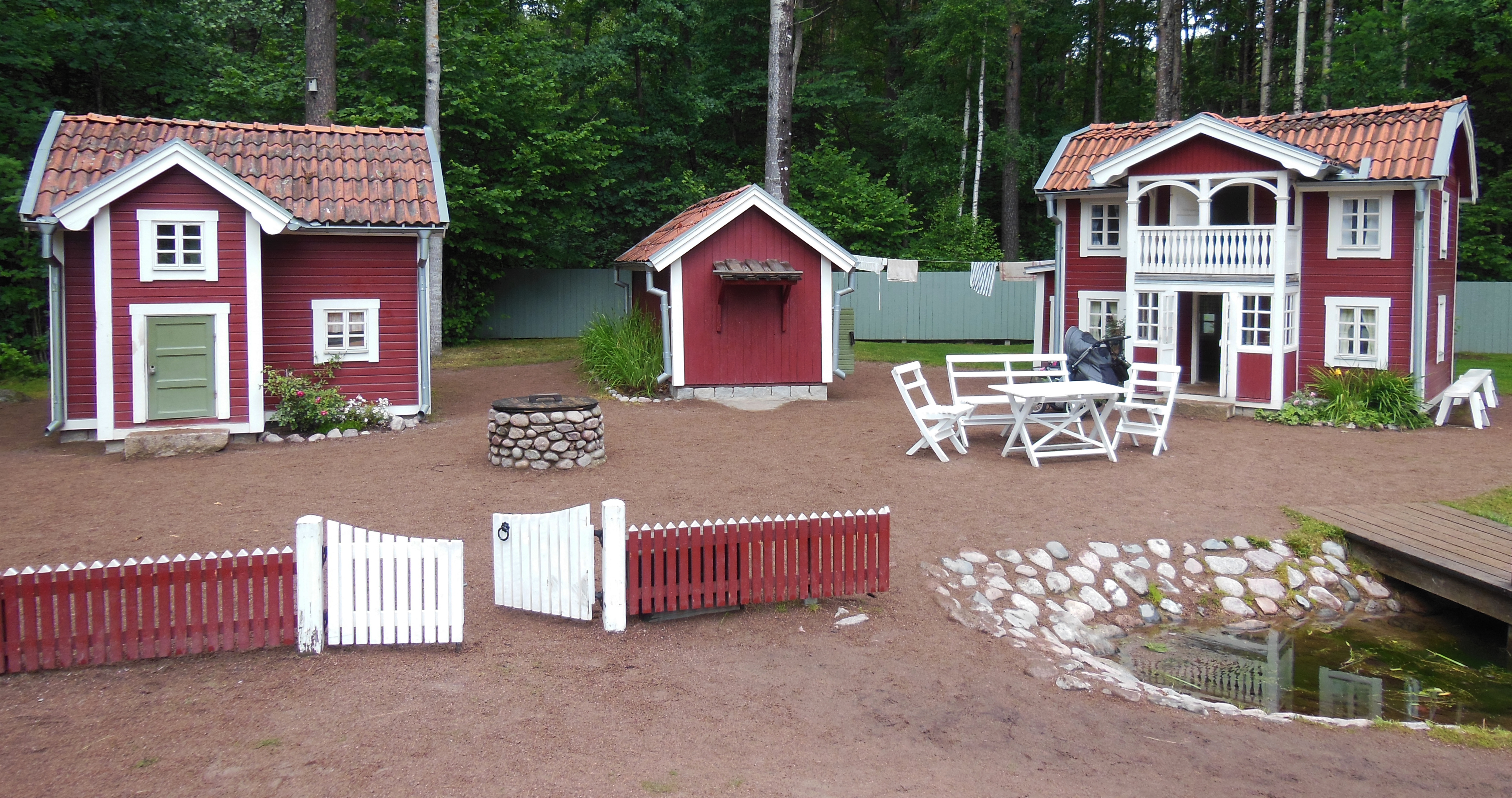

C'est un long métrage en prises de vues réelles pour la jeunesse, adapté des fictions radiophoniques et des livres de l'auteur suédois Astrid Lindgren.

## Fiche technique
- Titre : Madicken på Junibacken
- Titre original : Madicken på Junibacken
- Réalisation : Göran Graffman
- Scénario :
- Photographie :
- Montage :
- Musique :
- Pays d'origine :  Suède
- Langue : suédois
- Format : couleur
- Son : Dolby
- Genre : Film d'aventure
- Durée : 78 minutes
- Date de sortie : Suède : 18 octobre 1980

## Distribution
- Jonna Liljendahl : Madicken
- Liv Alsterlund : Lisabet
- Monica Nordquist : Mamma
- Björn Granath : Pappa
- Lis Nilheim : Alva
- Sebastian Håkansson : Abbe Nilsson
- Allan Edwall : Farbror Nilsson
- Birgitta Andersson : Tant Nilsson
- Sif Ruud : Linus-Ida
- Fillie Lyckow : Fröken
- Björn Gustafson : doktor Berglund
- Ted Åström : sotaren